# Kaplica św. Floriana w Żywcu
Kaplica św. Floriana w Żywcu – kaplica w Żywcu, przy ul. Browarnej, naprzeciwko kościoła św. Floriana, w dzielnicy Zabłocie.
Kaplica została wybudowana na początku XIX wieku. W 1894 roku została powiększona przez dobudowanie od frontu kwadratowej wieży. Znajduje się tu drewniany ołtarz z dwiema kolumnami, na którym umieszczony jest obraz przedstawiający św. Floriana, pochodzący z XIX wieku. Św. Florian ubrany jest w tunikę i rzymską zbroję, jego głowę zdobi hełm. Wierzono, że obecność świętego uchroni wieś przed pożarami, a jak podają XIX-wieczne kroniki gminy Zabłocie, wieś była nawiedzana przez wiele lat klęskami pożarów, które niszczyły drewniane zabudowania. Kaplica kryta jest blaszanym dachem.